# 軍事作戰

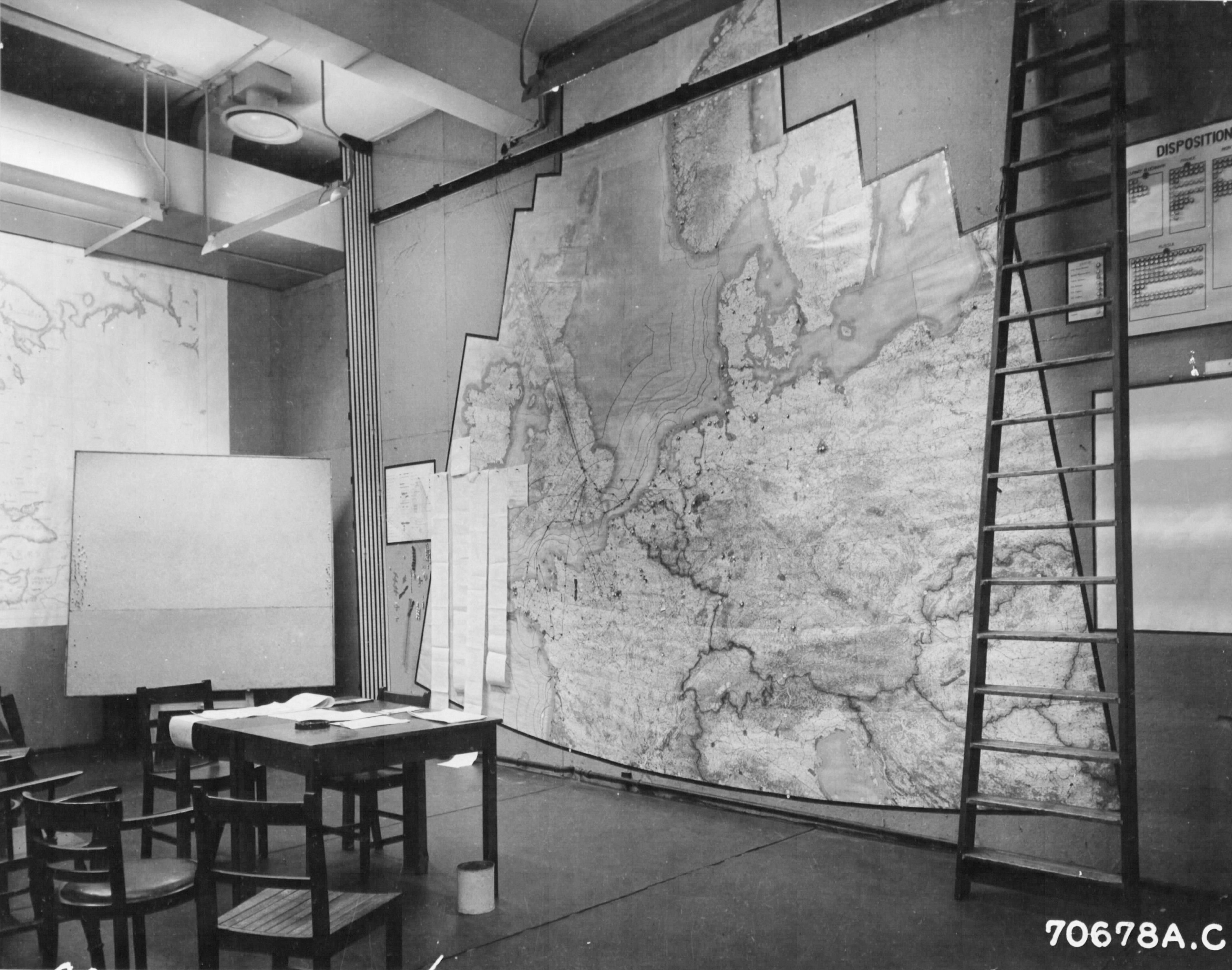
位于Brampton Grange的第1战略航空航天师（第八航空队的一部分）作战室中的二战作战计划地图

在军事理论领域，军事作战（也称为作战艺术，或作战战争）代表了将战术的细节与战略的目标联系起来的指挥水平。
在美国的联合军事理论中，军事作战是“指挥官和参谋人员在其技能、知识、经验、创造力和判断力的支持下，通过整合目的、方式和手段，制定战略、战役和行动，以组织和运用军事力量的认知方法”。它将政治需求和军事力量联系起来。军事作战是由其军事政治范围决定的，而不是由部队规模、行动规模或努力程度决定的。同样，作战艺术提供理论和技能，而作战层面则允许理论结构和进程。
战争的操作层面涉及到四个基本要素：时间、地点、策略和目的。通过指挥部队和分配（有限的）资源等手段，作战艺术旨在通过产生最佳的（或至少是接近最佳的）军事力量的产生和应用来实现政治目标。例如，可以提出建议，以确定在哪里建立防御结构，有多少，什么类型，由多少部队驻守；一个建议可能被接受，也可能被重新修改。在20世纪，新生的运筹学领域蓬勃发展，这是军队努力改善后勤和决策的结果。
战争的作战层面位于战术和战略之间，前者包括在战场上或战场附近组织和使用作战部队，后者涉及长期和高级战区行动的各个方面，以及政府的领导。苏联是第一个正式区分这第三层次军事思想的国家，当时它作为纵深作战的一部分被引入。军事理论，其武装力量在20世纪20年代和30年代期间发展的军事理论。 和利用在第二次世界大战期间。

## 背景
在18世纪和19世纪初，同义词大战术（或不太常见的机动战术）而在19世纪末至第一次世界大战以及整个第二次世界大战期间，一些军事学家使用了小战略一词来描述部队在战术上没有交战的演习。专业军事出版书籍中暴露了术语的混乱，它们试图确定“略有不同的含义，如战术、主要战术、次要战术、大战略、主要战略和次要战略”。1980-1981年之前，作战艺术一词在美国或英国并不广泛使用。当它被广泛讨论并开始进入军事理论和军官战斗训练课程时。

## 实际应用
作战艺术的挑战是建立一个四要素的平衡，使军事力量在实现政治目标的过程中得到最佳发挥和应用。将时间、地点、策略和目被视为一个整体，需要在组织、权衡和设想大量复杂的、往往相互矛盾的因素方面有很高的技巧。这些因素往往存在于较长的时间、较远的距离和不断变化的参与者、系统和信仰的组合中，追求的政治目标可能是明确的，也可能是不明确的。复杂的因素，如对手的行动，造成进一步的模糊性。

### 任务分析
行动层面的战略家拥有许多工具来构建和指导他们的思维，但其中最主要的是任务分析和最终状态。任务分析回答了“要完成什么任务”的问题。通过任务分析，作战层面的策划者将政治目的和军事目标结合起来。在此过程中，规划者决定如何运用军事力量来创造军事力量以实现政治目的。这里的从属过程包括确定目标和重心，但过度依赖分析机制会造成虚假的安全感。最后的测试奖励的是成功，而不是论证的质量。相反，规划者不能希望"感觉”到胜利的方式--复杂的情况要求思想和努力的整合。

### 最终状态
最终状态回答了“怎样会构成成功”的问题。战役结束状态不仅仅是军事目标的理想状态。它还为战术、作战和战略层面建立了一个试金石。最终状态体现了军事力量的预期结果，并暴露出任何限制。事实上，一个可实现的最终状态可能需要动用国家权力的非军事要素。因此，它承认单靠军事力量可能无法取得政治成功。

## 所需技能
一个行动层面的战略需要不断地识别和权衡时间、地点、策略和目的，并从中推断出结果和可能性。为了实现这一目标，从业人员需要技能和理论、经验和知识。在作战层面，技能和经验通常要通过正式培训、了解军事历史和实践来间接培养。
战术层面的成功并不能保证作战层面的成功，因为要掌握作战艺术需要战略技能，反之亦然。如果在没有作战艺术的理论和应用方面打下坚实的基础，那么一个成功的战术学家将没有希望实现从战术上的提升。行动层面的战略家必须从散兵坑中清晰地看到国家或联盟当局的战略走向。他们必须了解战略目标、国家意志和决定它们的参与者的合理性和一致性。成功的作战艺术描绘了一条从士兵个人的努力到国家或联盟目标的清晰而不间断的道路。

## 在史学中的作用
虽然新兴的作战艺术语和专门的军事水平的建立是比较新的，但实际上作战艺术在整个有记载的历史中都存在。长期以来，各国人民和指挥官都通过军事行动来追求政治目标，人们可以从作战艺术的存在角度来研究任何时期的战役。目前关于作战艺术的学派都有一个基本观点，即军事成功只能以政治战略目标的实现来衡量，因此，历史学家可以从作战艺术的角度来分析任何战争。
就二战分析而言，在1939-1945年的战役中，德国国防军并没有将作战水平作为一个正式的理论概念。虽然德军内部人员知道作战艺术，但认识和实践主要限于总参谋部训练的军官。然而，作战艺术的存在性意味着，无论当时的理论或结构如何，针对政治目标对一场战役或行动进行审查都是有效的。因此，作战艺术的要素--时间、地点、策略和目的，可以照亮任何时代的思想和行动，而不管当代流行的学说或结构如何。